# Plagioscyphus stelecanthus
Plagioscyphus stelecanthus är en kinesträdsväxtart som först beskrevs av Ludwig Radlkofer, och fick sitt nu gällande namn av René Paul Raymond Capuron. Plagioscyphus stelecanthus ingår i släktet Plagioscyphus och familjen kinesträdsväxter. Inga underarter finns listade i Catalogue of Life.